# Malínovka (Krivoixeïnski)
Malínovka (en rus: Малиновка) és un poble de l'óblast de Tomsk, a Rússia, que el 2010 tenia 366 habitants. Fundada l'any 1920. El 1926, el poble de Malinovsky constava de 16 llars, la població principal eren russos. El centre del consell del poble de Malinovsky del districte de Krivosheinsky del districte de Tomsk a la regió de Sibèria.